# ARST
L'ARST S.p.A., sino al 2008 Azienda Regionale Sarda Trasporti, è la principale azienda di trasporto pubblico in Sardegna, totalmente controllata dall'amministrazione regionale.
L'azienda, con sede principale a Cagliari, gestisce la quasi totalità delle autolinee extraurbane dell'isola, il trasporto urbano su gomma in alcuni comuni, oltre alla rete ferroviaria a scartamento ridotto sarda e alle tranvie di Cagliari e di Sassari.

## Storia

### La genesi dell'Azienda Regionale Sarda Trasporti

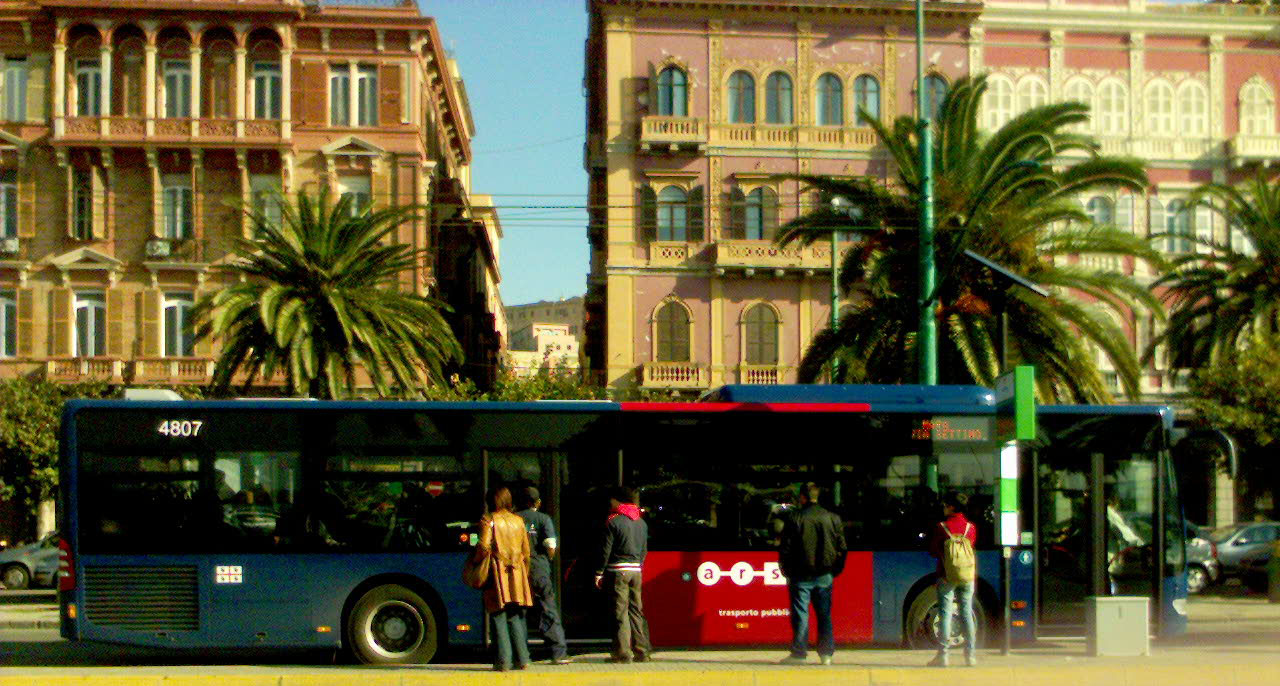
Un Mercedes Citaro dell'ARST in via Roma a Cagliari

L'Azienda Regionale Sarda Trasporti (comunemente nota con l'acronimo A.R.S.T.) venne istituita dalla Regione Autonoma della Sardegna nel 1970, tramite la legge regionale numero 3 approvata il 9 giugno di quello stesso anno. Questo ente pubblico nacque col compito di occuparsi dei trasporti extraurbani e suburbani nella quasi totalità dell'isola, tramite autobus, sino ad allora gestiti da varie società (tra cui la SCIA e la SATAS, derivanti dalla scissione della precedente SITA), che furono progressivamente acquisite dall'ARST nei primi anni della sua esistenza. Il fine dell'azienda era quello di creare un soggetto regionale che si occupasse del trasporto persone su gomma, affiancandosi alle autolinee gestite dalle concessionarie ferroviarie e a quelle di privati. Nel 1978 proprio a tal proposito l'ARST cessò la quasi totalità dei servizi nel Sulcis-Iglesiente, per evitare la concorrenza in questo territorio con un altro ente pubblico (in questo caso statale), le Ferrovie Meridionali Sarde, da poco convertitesi in via definitiva dal trasporto su rotaia al trasporto su gomma.

### La nascita dell'ARST S.p.A.
Nella seconda metà del primo decennio degli anni 2000 fu avviato da parte della giunta regionale guidata da Renato Soru il progetto di creare un unico soggetto regionale che si occupasse della gestione dei trasporti pubblici suburbani ed extraurbani, sia su ferro che su gomma, portando avanti parallelamente l'iter di regionalizzazione delle gestioni governative di Ferrovie della Sardegna e Ferrovie Meridionali Sarde, gli altri due principali enti di trasporto pubblico all'epoca. Alla fine del 2007 vide la luce l'ARST SpA, una nuova società con socio unico al 100% proprietà della Regione, in cui confluì a inizio 2008 la "vecchia" Azienda Regionale Sarda Trasporti. L'11 gennaio 2008, in seguito all'accordo con il Governo Prodi per il trasferimento alla Regione degli enti di trasporto pubblico locale, ferroviario e stradale fu avviato l'iter di fusione dell'ARST con le ormai ex gestioni governative di FdS ed FMS. La procedura si conclude nella primavera successiva: il 14 marzo 2008 nasce l'ARST Gestione FdS srl, società avente come unico azionista l'ARST, per la gestione delle FdS, che vi confluiscono il 16 giugno 2008. Il 1º giugno dello stesso anno anche le FMS vengono inglobate nell'ARST.

Il 25 ottobre 2010 l'ARST gestione FdS viene inglobata dall'ARST, completando il progetto di fusione. All'ARST passa così la gestione del trasporto su rotaia di tutte le linee non FS dell'isola.
Lo statuto della società prevede anche la possibilità di esercitare servizi di trasporto aereo, elicotteristico, marittimo, fluviale, lacuale, di cabotaggio, nonché trasporto intermodale di persone e cose.

## Autolinee
L'ARST è il principale vettore per il trasporto pubblico su gomma dell'isola, nonché dal 2010 l'unico ente pubblico attivo nelle autolinee in Sardegna. A fine 2007 l'azienda esercitava 175 autolinee per una rete complessiva di 13.500 km, a cui vanno aggiunte le tratte all'epoca gestite da FMS ed FdS.
Inoltre l'azienda gestisce le autolinee urbane nei comuni di Alghero, Carbonia, Iglesias, Macomer e Oristano.
Dal punto di vista territoriale l'azienda si suddivide in 8 agenzie:
- Cagliari
- Guspini
- Iglesias
- Lanusei
- Nuoro
- Olbia
- Oristano
- Sassari

Depositi degli automezzi sono ubicati, oltre che nelle 8 Sedi, anche ad Abbasanta, Ales, Alghero, Bolotana, Bono, Bosa, Carbonia, Dorgali, Escalaplano, Fonni, Gairo, Jerzu, Isili, Laconi, Macomer, Nule, Nulvi, Ozieri, Perfugas, Pozzomaggiore, Sadali, San Vito, Sanluri, Santa Teresa di Gallura, Sant'Anna Arresi, Santadi, Senorbì, Siniscola, Sorgono, Tempio, Tortolì e Villacidro.

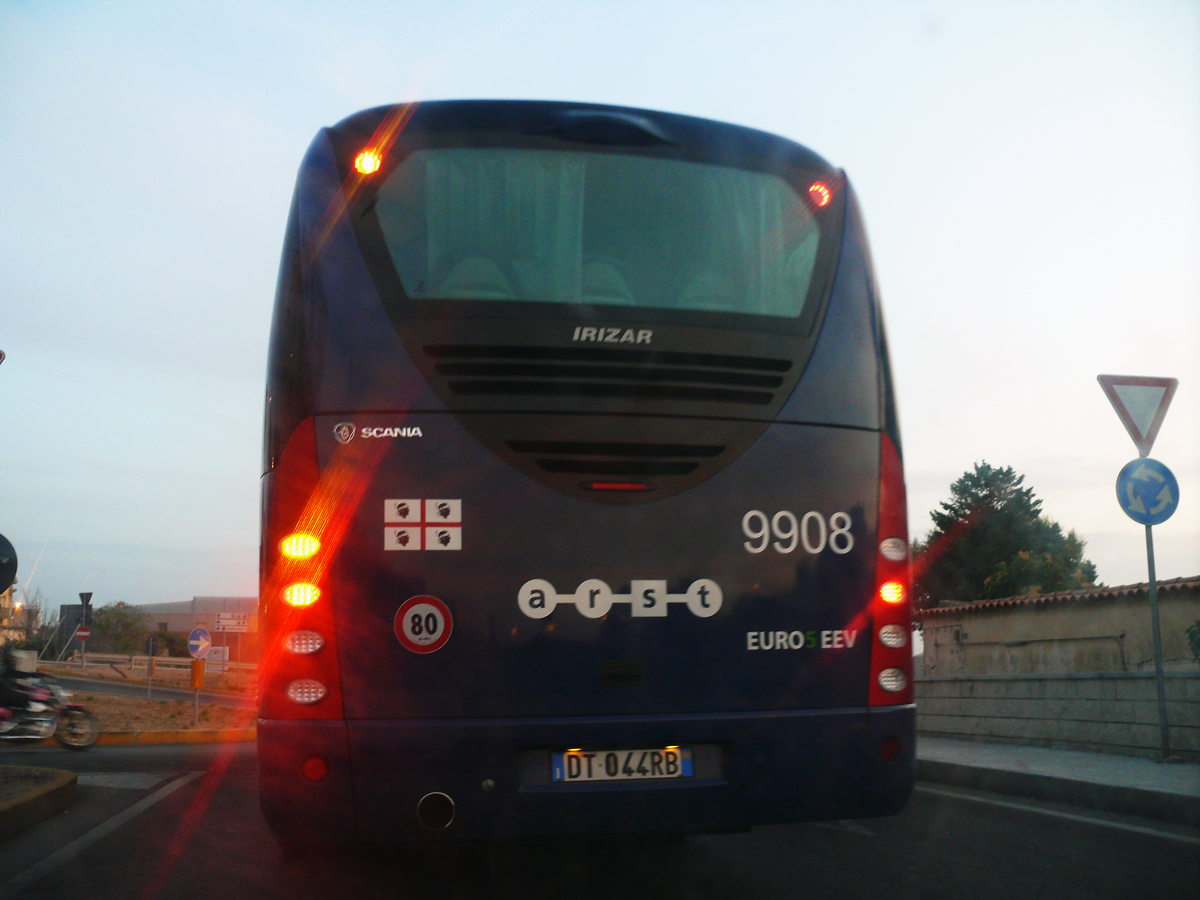
Retro di un Irizar Scania a Sassari
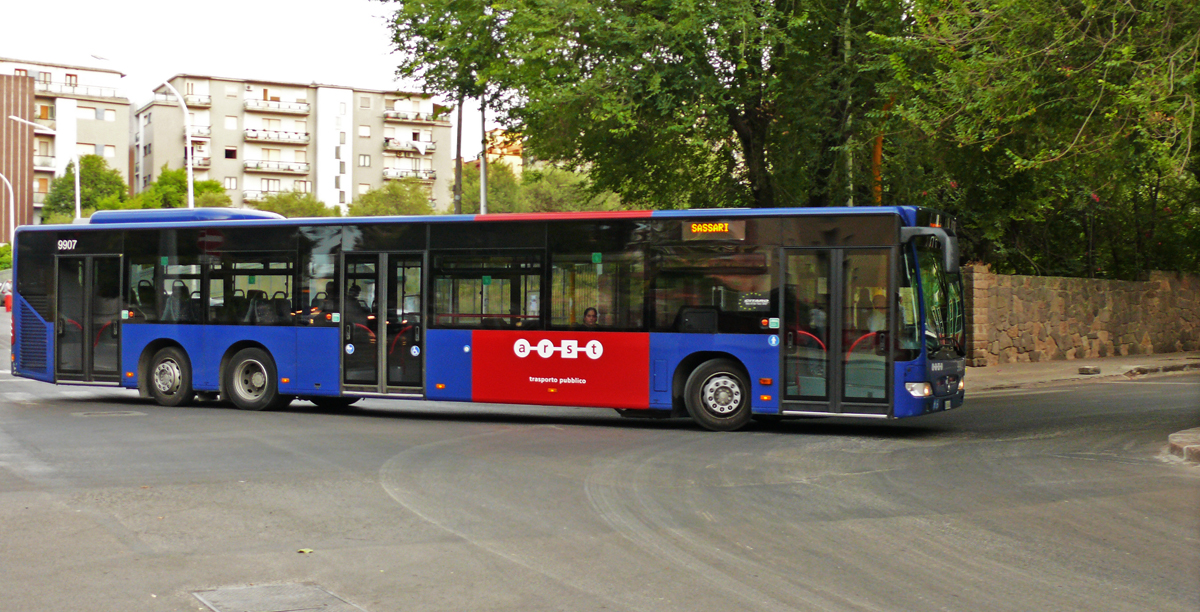
Mercedes-Benz Citaro O530L
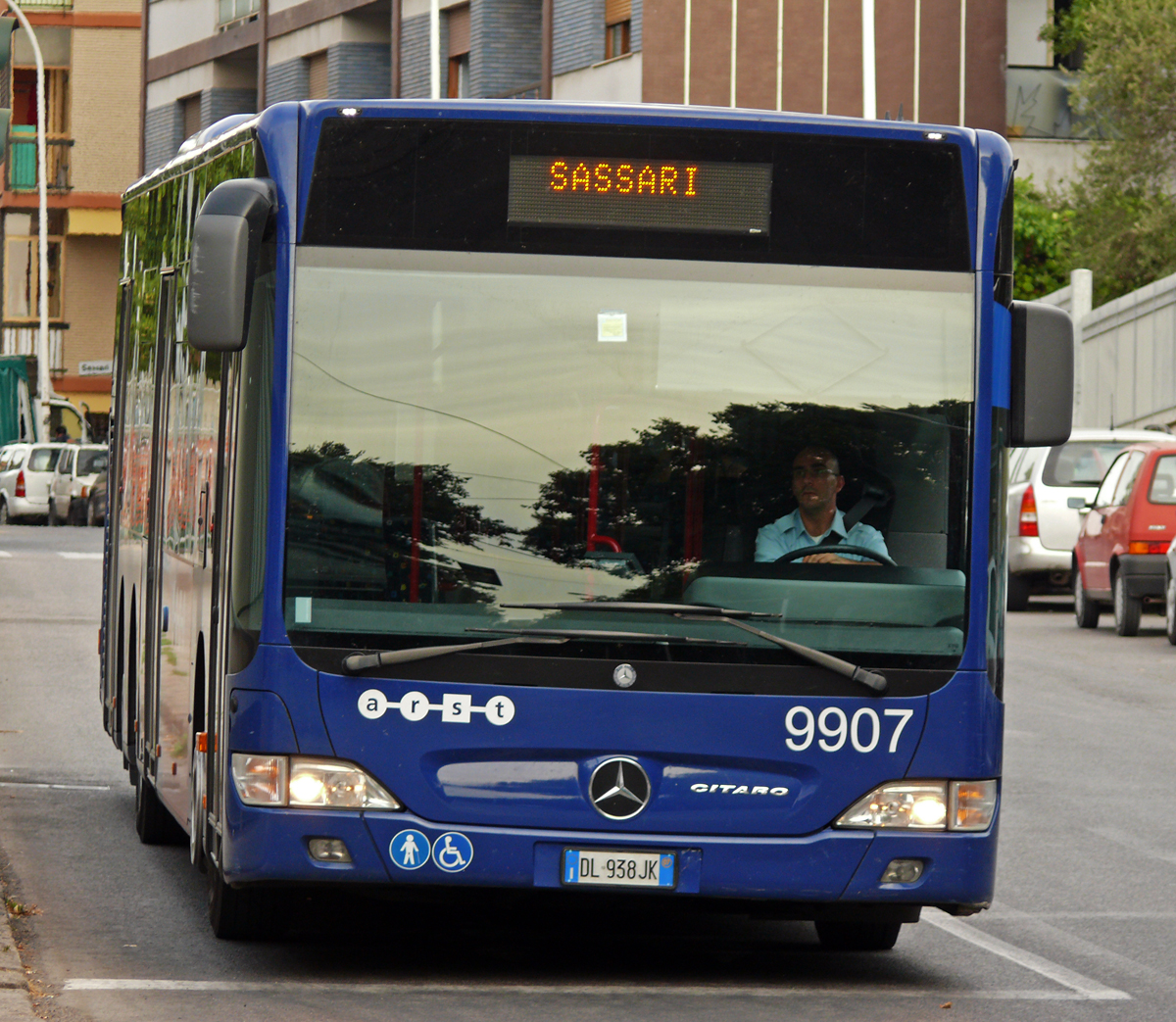
Mercedes-Benz Citaro O530L
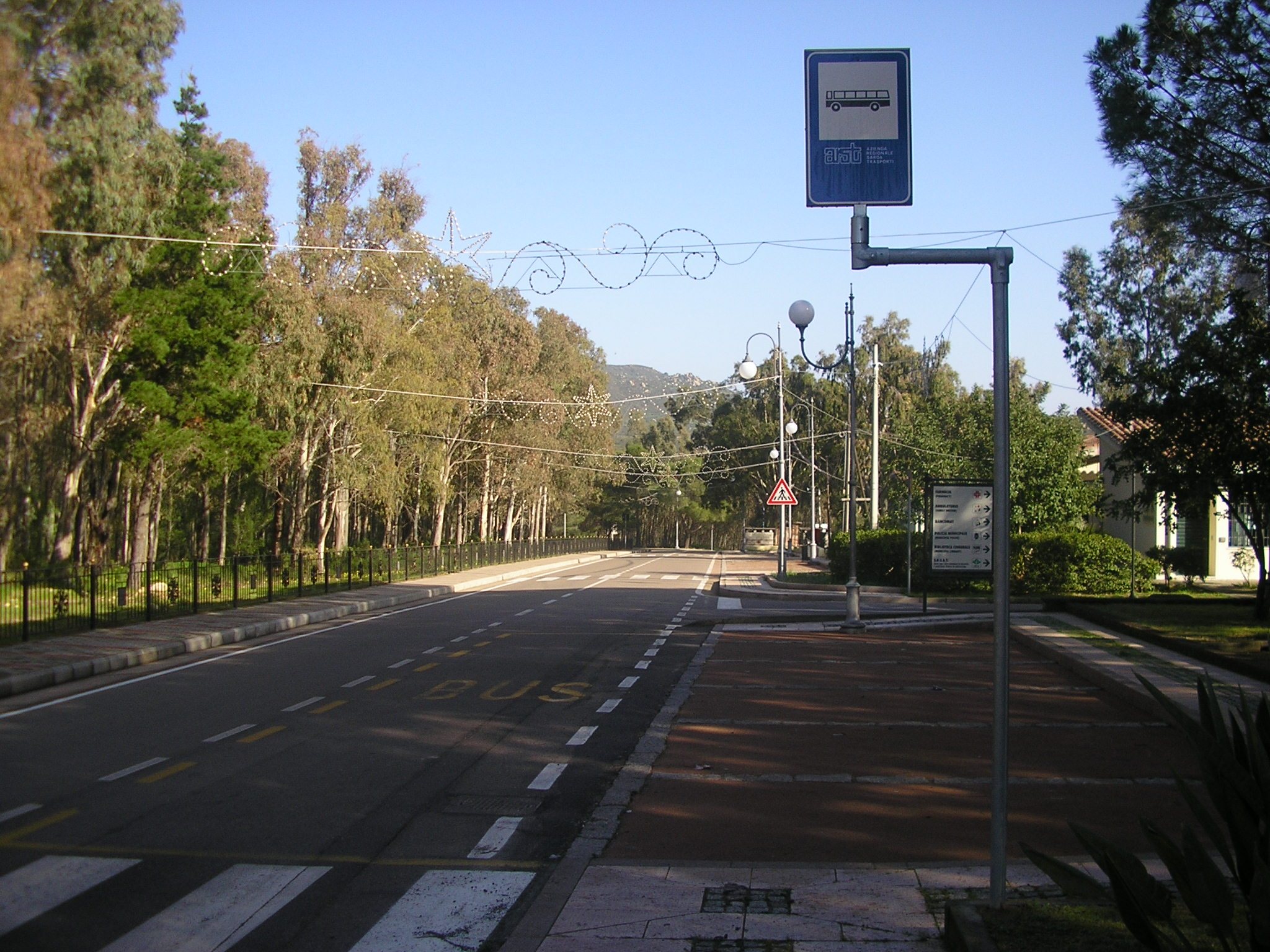
Fermata dell'ARST a Castiadas

## Flotta
La flotta automobilistica comprende i seguenti autobus urbani, suburbani e interurbani di differenti lunghezze e modelli:
Iveco Crossway da 12.1 e 10.7 metri.
Scania Irizar i4 da 12 e 10 metri.
Mercedes-Benz Citaro C1 Facelift da 12, 15 e 18 metri.
Solaris Urbino Hybrid da 12 metri.
Irisbus Arway  da 10.7 metri.
Karsan Star IC da 8.7 metri.
Iveco Crossway LE da 12.1 metri.
Menarinibus Citymood da 18 metri.
Solaris Urbino da 12 e 10 metri.
Mercedes-Benz Sprinter VDL Midcity.
BredaMenariniBus Vivacity+ da 8 metri.
Karsan e-Atak da 8.7 metri.

## Servizio ferroviario

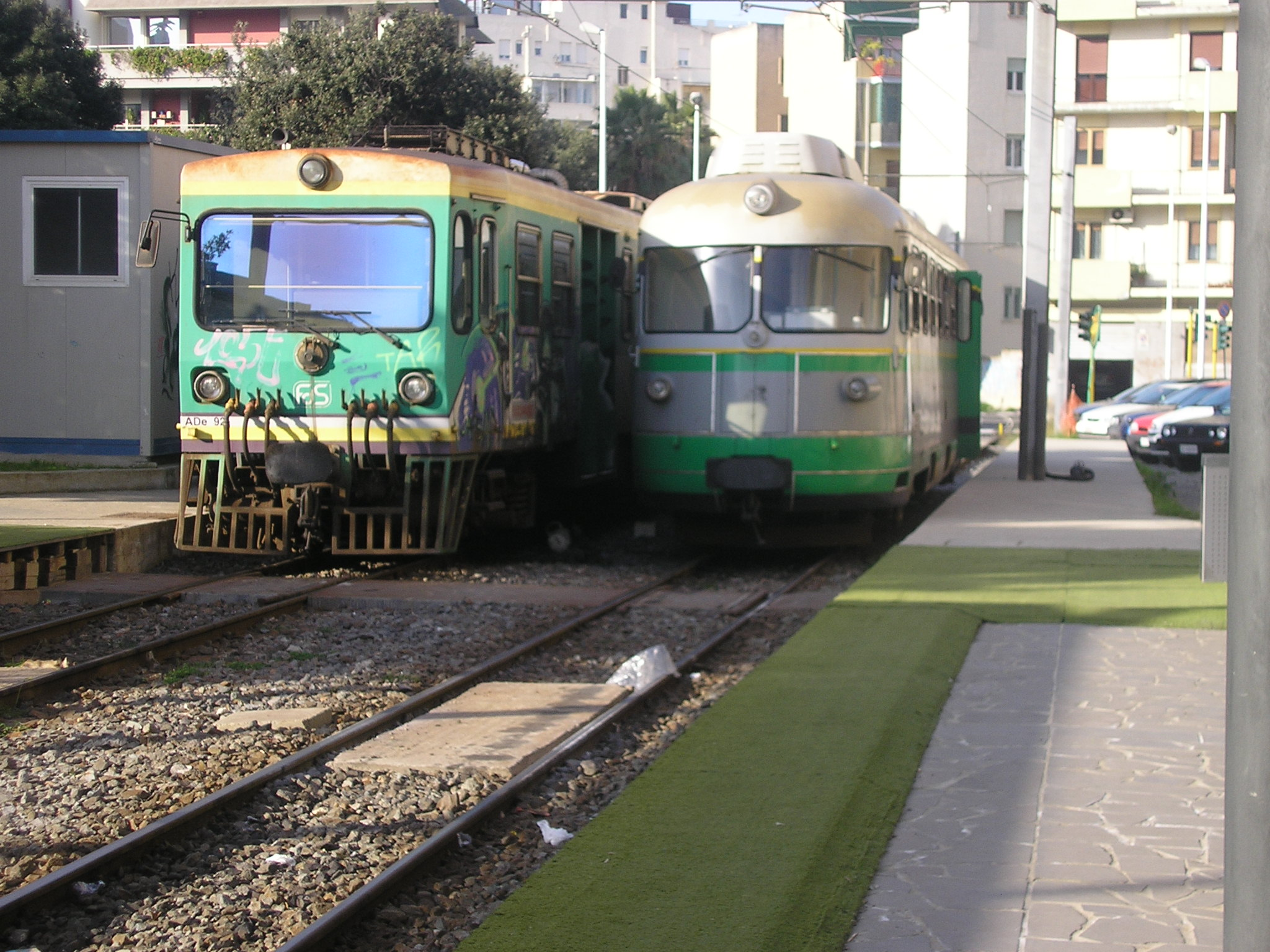
Due automotrici ADe: serie 90 a sinistra, prima serie a destra

L'ARST gestisce complessivamente 606 km di linee a scartamento ridotto in Sardegna, di cui 169 per le linee di trasporto pubblico e 438 per quelle del servizio turistico Trenino Verde. La gestione dell'attività su rotaia è affidata a due sedi ferroviarie territoriali, aventi la direzione dei tre tronchi ferroviari della società:
- La sede ferroviaria territoriale di Monserrato, che controlla la ferrovia Monserrato-Isili, oltre alle linee turistiche Mandas-Arbatax e Isili-Sorgono.
- La sede ferroviaria territoriale di Sassari-Macomer, che controlla le linee Macomer-Nuoro, Sassari-Alghero e Sassari-Sorso, oltre alle tratte adibite al solo servizio turistico Macomer-Bosa e Sassari-Tempio-Palau.

In questo settore ARST svolge compiti sia di impresa ferroviaria che di gestore dell'infrastruttura.

### Materiale rotabile
Il parco treni a disposizione per le relazioni ordinarie è il seguente:
| Mezzo                                                 | Tipo                         | Produttore/i                                                                       | Anno/i di Produzione | Potenza in KW | Quantità                  |
| Automotrice Diesel Elettrica (ADe)                    | automotrice diesel-elettrica | Fiat Ferroviaria/Officine Meccaniche della Stanga/Tecnomasio Italiano Brown Boveri | 1957                 | 234           | 12 (7 Mon - 5 Mac)        |
| Automotrice Diesel Elettrica (ADe) serie 300 (ex FMS) | automotrice diesel-elettrica | Fiat Ferroviaria/Officine Meccaniche della Stanga/Tecnomasio Italiano Brown Boveri | 1958-1960            | 234           | 2 (2 Mac)                 |
| Automotrice Diesel Meccanica (ADm)                    | automotrice diesel           | Fiat Ferroviaria/Officine Meccaniche della Stanga                                  | 1957                 | 370           | 7 (7 SS)                  |
| Automotrice Diesel Elettrica (ADe) serie 90           | automotrice diesel-elettrica | Breda/ABB (Asea Brown Boveri)                                                      | 1995                 | 368           | 7 (7 Mon)                 |
| Automotrice ARST AdeS                                 | automotrice diesel-elettrica | Stadler Rail                                                                       | 2014-2017            | 790           | 9 (6 SS - 3 Mac)          |
| Locomotore Diesel Elettrico (LDe)                     | locomotore diesel            | Breda/Tecnomasio Italiano Brown Boveri                                             | 1959-1960            | 514           | 11 (5 Mon - 2 Mac - 4 SS) |

(dati aggiornati al 4 ottobre 2019)
Nel 2019 sono stati ordinati a Stadler 15 convogli diesel-elettrici reversibili a 2 carrozze, destinati a entrare in servizio nelle tratte gestite dalla sede ferroviaria di Monserrato.
A questi mezzi vanno aggiunte una rimorchiata pilota RPe per le ADe (assegnata alla sede di Monserrato), 4 rimorchiate pilota RPm per le ADm (tutte a disposizione della sede di Sassari) e 4 rimorchiate pilota RPe per le ADe serie 90, assegnate al deposito di Monserrato. I treni a composizione ordinaria vedono nel centro-sud dell'isola i locomotori LDe accoppiati a carrozze V2D ex Circumvesuviana del 1930, sottoposte a revamping tra il 1973 e il 1974, presenti in 7 esemplari a Monserrato e in 6 a Macomer. La sede di Sassari utilizza invece 9 carrozze Breda del 1920, anch'esse sottoposte a revamping nel corso della loro storia.

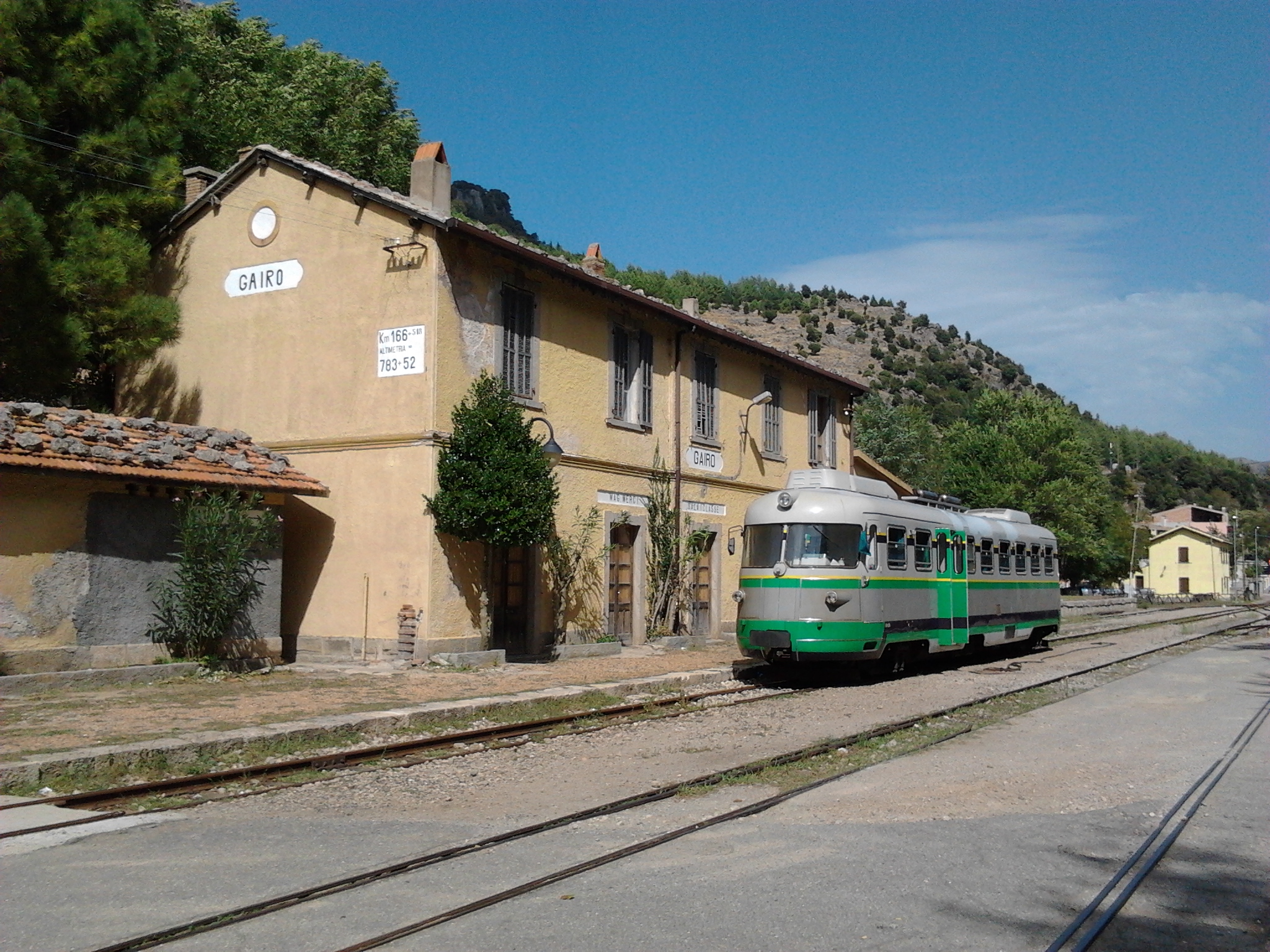
Automotrice ADe a Gairo
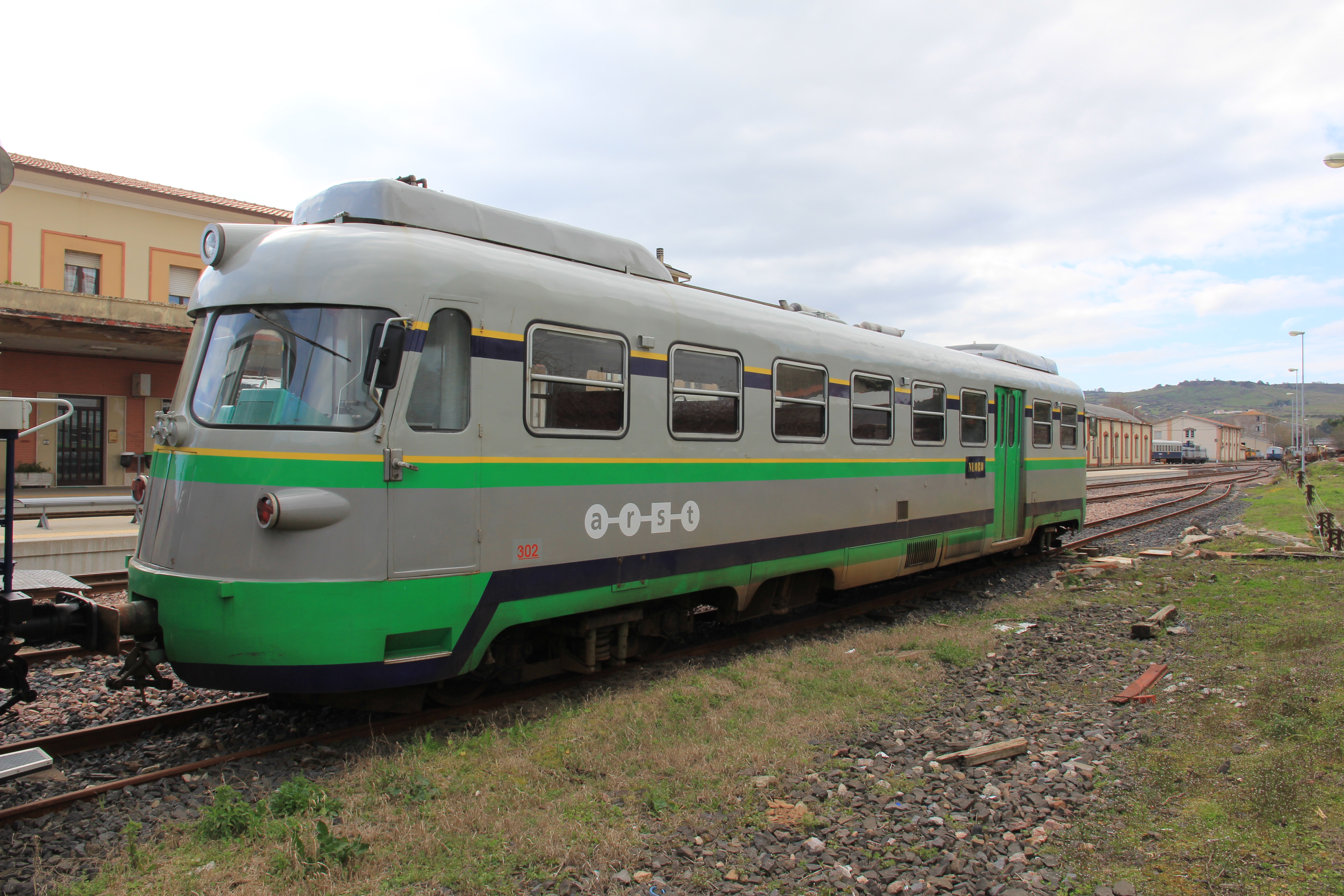
Automotrice ADe serie 300
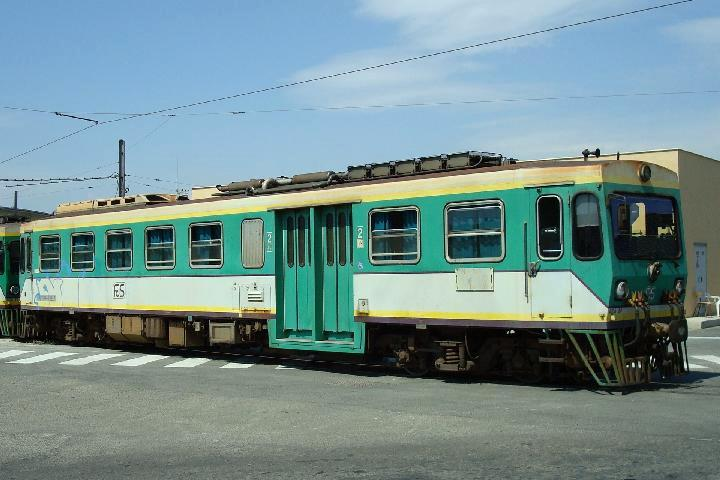
ADe serie 90 (ancora coi loghi FdS)
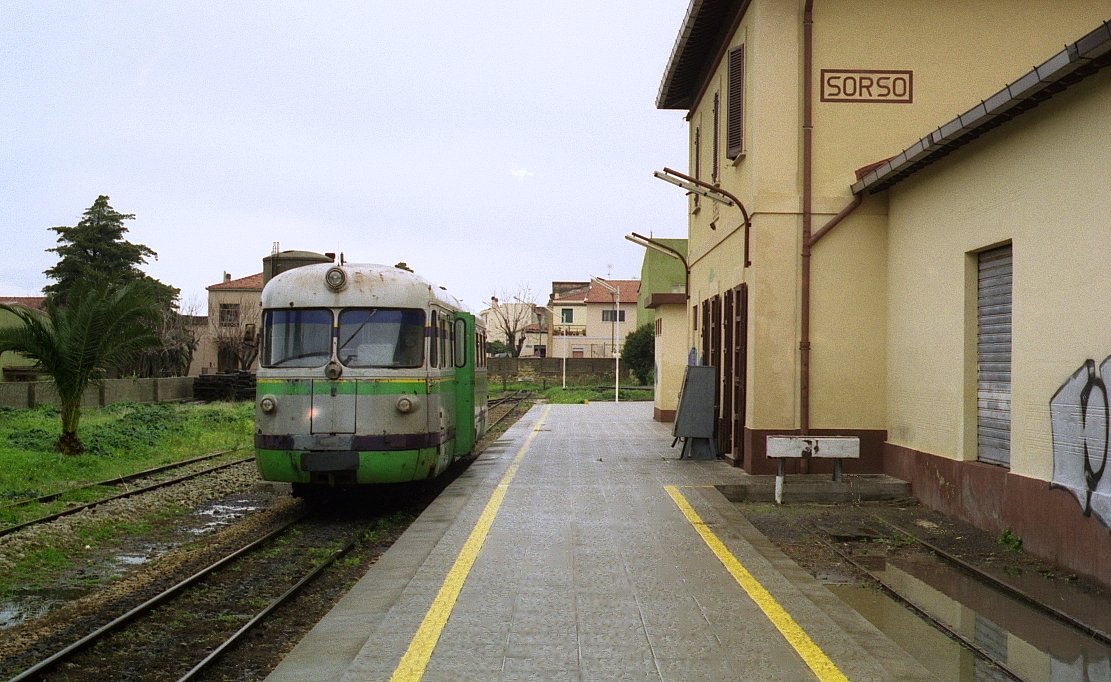
Automotrice ADm a Sorso
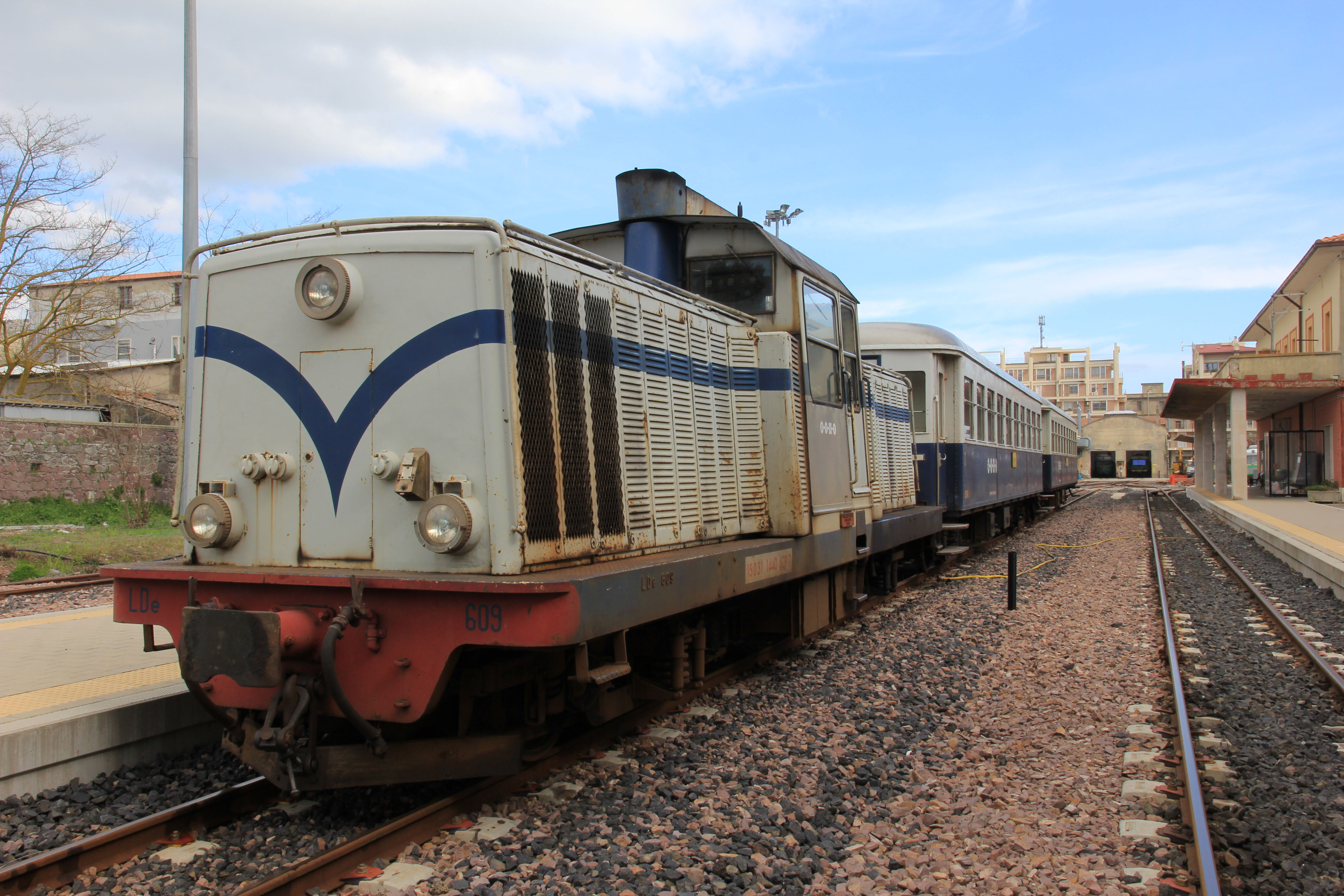
Locomotore LDe nella livrea del compartimento di Macomer, in testa ad alcune carrozze V2D.
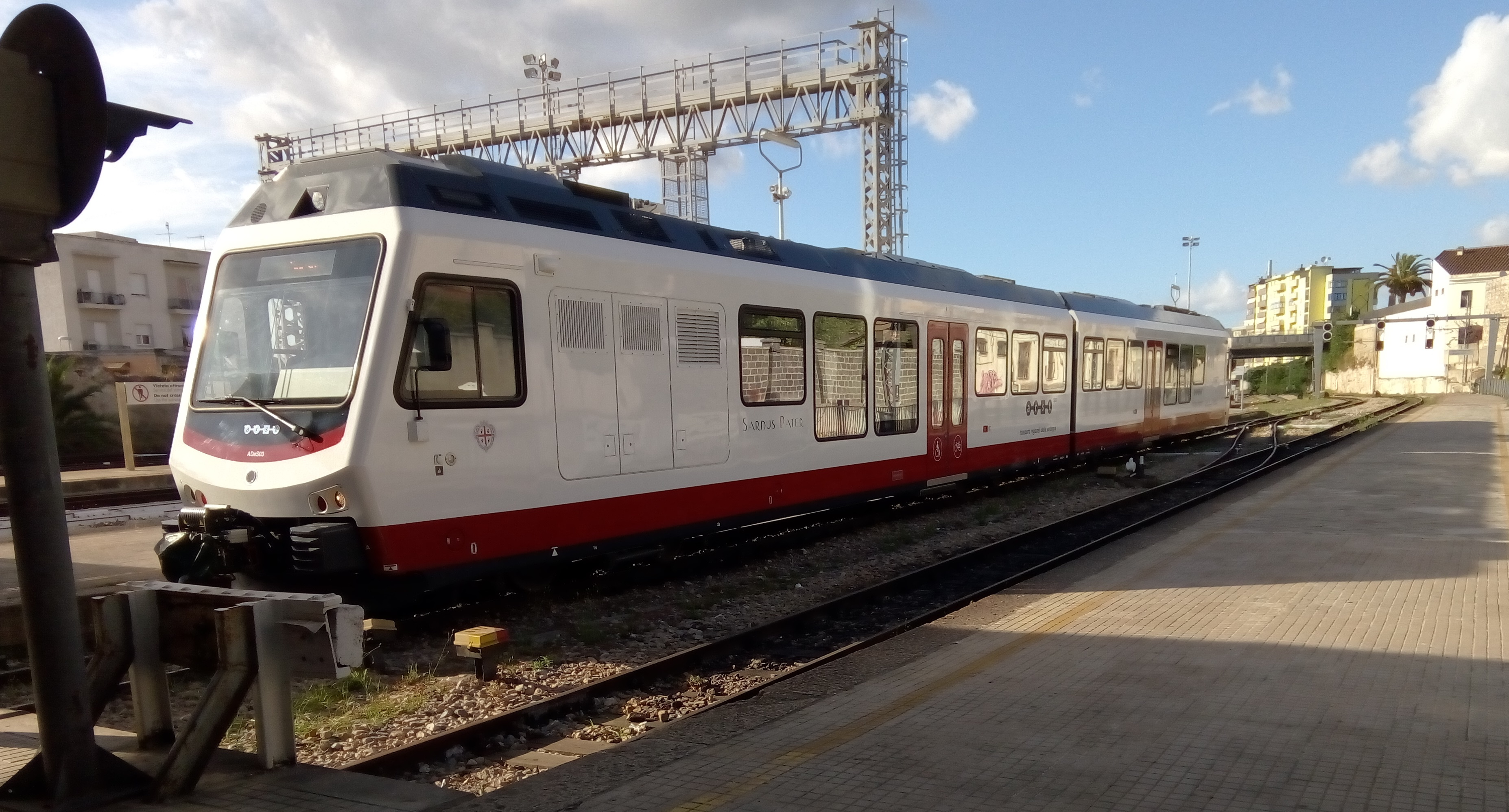
AdeS a Sassari

Da notare come le locomotive e le carrozze presentino una livrea diversa per ogni compartimento: i mezzi di Monserrato riportano una colorazione celeste-blu, quelli di Macomer sono bianchi con fascia blu, quelli di Sassari sono color verde scuro con fascia rossa. Le automotrici e le relative rimorchiate invece presentano una livrea standard per tutti e tre i compartimenti, color grigio con fasce verdi per le automotrici prodotte a fine anni cinquanta, verde con fasce bianche per i modelli prodotti nel 1995.

### Trenino Verde

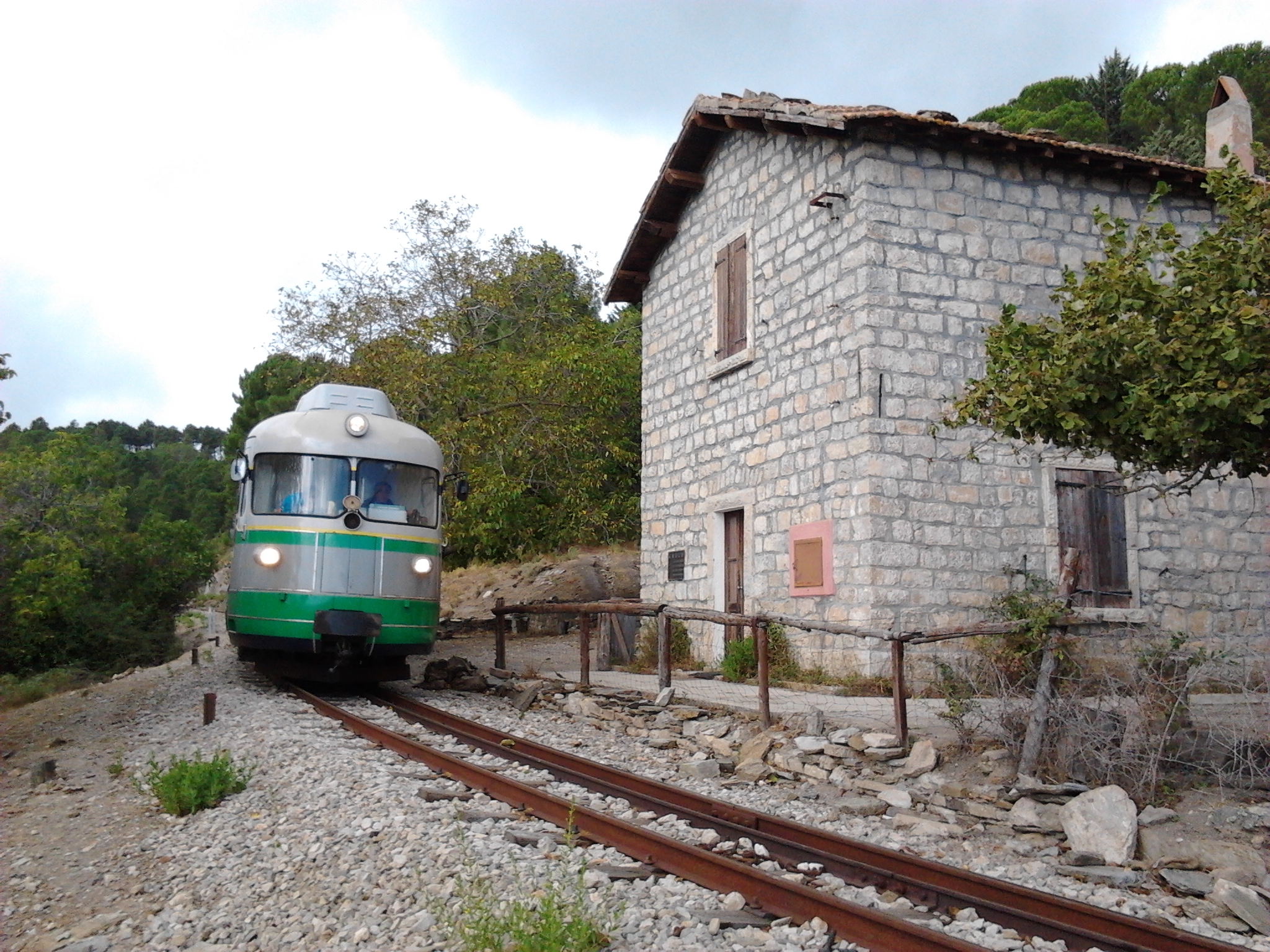
Una ADe nella fermata di Anulù, lungo la Mandas-Arbatax

Oltre al servizio di trasporto pubblico locale, è attivo il servizio turistico Trenino Verde, che permette di viaggiare su alcune linee chiuse al traffico ordinario, particolarmente interessanti dal punto di vista paesaggistico. Le linee su cui il servizio è attivo sono:

Logo del Trenino Verde

- Isili-Sorgono (sede ferroviaria territoriale di Monserrato)
- Mandas-Arbatax (sede ferroviaria territoriale di Monserrato)
- Macomer-Bosa (sede ferroviaria territoriale di Sassari-Macomer)
- Sassari-Tempio-Palau (sede ferroviaria territoriale di Sassari-Macomer)

La rete turistica, lunga complessivamente 438 km, è utilizzabile secondo un determinato calendario nel periodo estivo, oppure su richiesta, noleggiando un convoglio su prenotazione durante tutto l'anno. Oltre ai mezzi a trazione diesel dell'ARST è possibile utilizzare materiale d'epoca a vapore restaurato.

### Stazioni principali
- Stazione di Alghero Sant'Agostino
- Stazione di Isili
- Stazione di Macomer
- Stazione di Mandas
- Stazione di Monserrato
- Stazione di Monserrato Gottardo
- Stazione di Nuoro
- Stazione di Sassari
- Stazione di Sorso

## Tranvie di Cagliari e Sassari

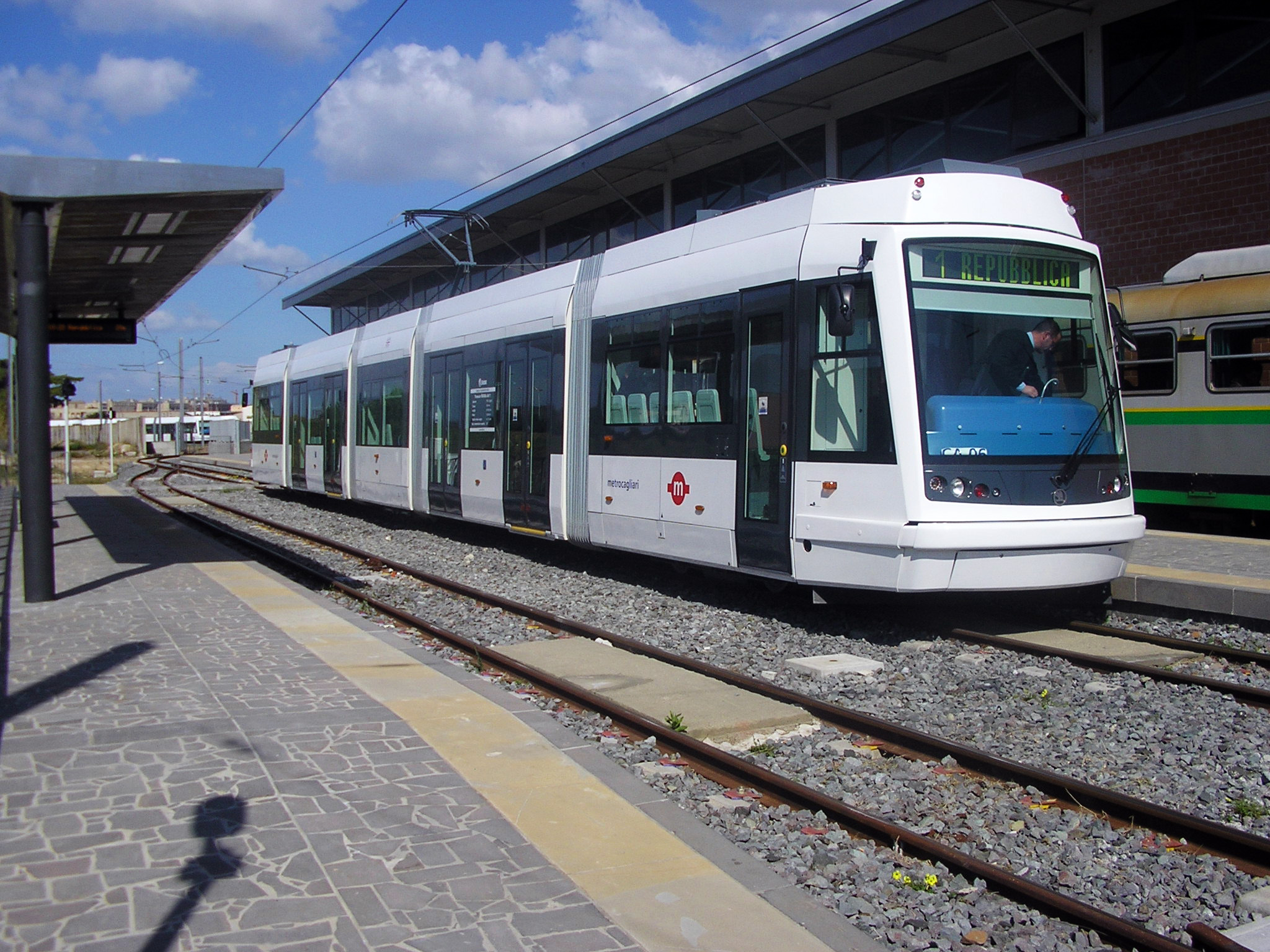
Tram Skoda 06T della tranvia di Cagliari in sosta nello scalo di Monserrato Gottardo

L'ARST gestisce anche le reti tranviarie di Sassari e Cagliari.
La prima, attiva dal 2006, prevede al momento una linea che collega l'Emiciclo Garibaldi con la stazione ferroviaria e, in affiancamento al binario della linea ferroviaria per Sorso, con il capolinea di Santa Maria di Pisa.
La tranvia cagliaritana, attiva dal 18 marzo 2008 consisteva inizialmente in un'unica linea realizzata sul percorso del tratto cagliaritano della ferrovia Cagliari-Isili riconvertito a tranvia e raddoppiato in alcuni settori, a cui si aggiunse in seguito un tratto costruito ex novo tra la stazione di Monserrato Gottardo e l'area del policlinico e della cittadella universitaria cagliaritana, realizzato interamente su viadotto con linea a doppio binario.